# Estrada Real (turismo)

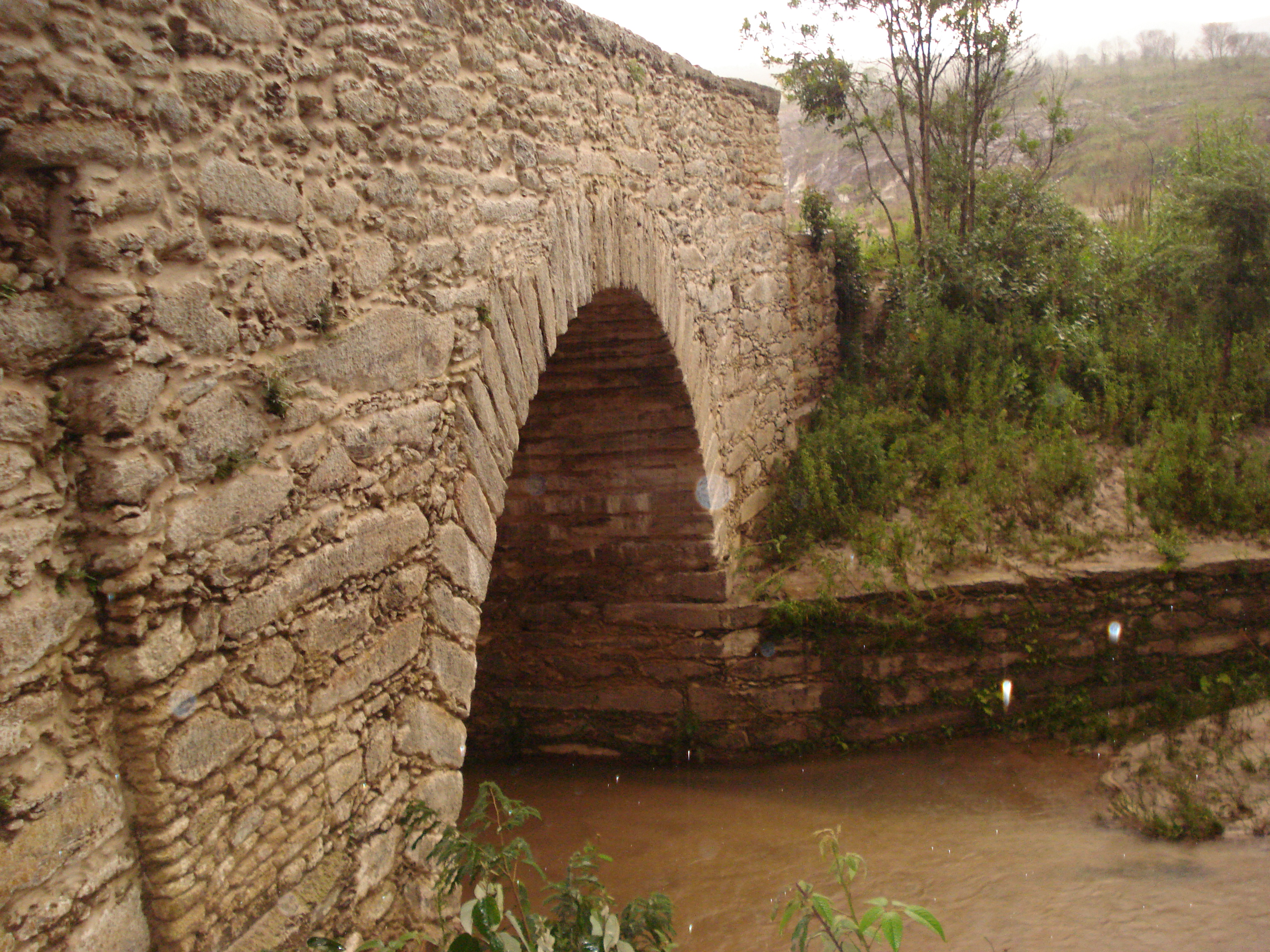
Ponte da Caveira próxima a entrada de Lavras Novas, distrito de Ouro Preto, Minas Gerais.

O projeto turístico Estrada Real foi formulado em 2001 pelo Instituto Estrada Real, sociedade civil, sem fins lucrativos, criada pela Federação das Indústrias do Estado de Minas Gerais (FIEMG) com a finalidade de valorizar o patrimônio histórico-cultural, estimular o turismo, a preservação e revitalização dos entornos das antigas Estradas Reais.

## Conceito
O conceito do projeto baseia-se no aproveitamento da rota e dos antigos caminhos que conduziam do litoral do Rio de Janeiro para o interior, em especial para as Minas Gerais, abrangendo as seguintes áreas:
- Nos vales dos rio Doce, rio das Velhas e rio das Mortes, os núcleos mineradores de:
  - Vila Rica (Ouro Preto)
  - Nossa Senhora do Carmo (Mariana)
  - Nossa Senhora da Conceição do Sabará (Sabará)
  - São João d’El Rey (São João del Rei)
  - Vila Nova da Rainha (Caeté)
- No vale do alto rio Jequitinhonha, os núcleos mineradores de:
  - Vila do Príncipe (Serro) e
  - Arraial do Tijuco (Diamantina)
- No oeste, o núcleo minerador da Vila do Infante da Nossa Senhora da Pitangueira.

## Caminhos
O projeto considera que esses caminhos se estendiam por mais de 1.400 quilômetros, distribuídos por três vias principais:
- Caminho Velho (Estrada Velha): ligando Paraty, no litoral do Rio de Janeiro, a Ouro Preto, nas Minas Gerais, passando por Cunha, São João del-Rei e Tiradentes;
- Caminho Novo: ligando o porto e cidade do Rio de Janeiro a Ouro Preto, passando pela região das atuais Petrópolis, Juiz de Fora e Barbacena;
- Caminho dos Diamantes: ligando Ouro Preto a Diamantina, também nas Minas Gerais; e
- Caminho do Sabarabuçu: ligando Catas Altas a Glaura (distrito de Ouro Preto); esse caminho, identificado recentemente, constituir-se-ia numa extensão do Caminho Velho, que assim passava a atingir as vilas de Sabará e Caeté. Esta variante tinha como referência o rio das Velhas e a serra da Piedade, no alto de Caeté.

## Municípios atingidos
Considera ainda que, no auge da utilização da estrada, erguiam-se às suas margens 179 povoações, assim distribuídas:
- Minas Gerais: 163
- Rio de Janeiro: 8
- São Paulo: 8

Os seguintes municípios e distritos fazem parte do circuito turístico projetado:
| - Acaiaca - Aiuruoca - Alagoa - Alfredo Vasconcelos - Alto Rio Doce - Alvinópolis - Alvorada de Minas - Andrelândia - Antônio Carlos - Areal - Areias - Baependi - Barão de Cocais - Barbacena - Barroso - Bela Vista de Minas - Belmiro Braga - Belo Vale - Bias Fortes - Bom Jesus do Amparo - Cachoeira do Campo (Distrito de Ouro Preto) - Cachoeira Paulista - Caeté - Cambuquira - Capela Nova - Caranaíba - Carandaí - Carmésia - Carmo de Minas - Carrancas - Casa Grande - Catas Altas - Catas Altas da Noruega - Caxambu - Chácara - Chiador - Cipotânea - Comendador Levy Gasparian - Conceição da Barra de Minas - Conceição do Mato Dentro - Conceição do Rio Verde - Congonhas - Congonhas do Norte - Conselheiro Lafaiete - Coronel Pacheco - Coronel Xavier Chaves - Couto de Magalhães de Minas - Cristiano Otoni - Cristina - Cruzeiro - Cruzília - Cunha - Datas - Delfim Moreira - Desterro de Entre Rios - Desterro do Melo - Diamantina - Diogo de Vasconcelos - Dom Joaquim - Dom Viçoso - Dores de Campos | - Dores de Guanhães - Entre Rios de Minas - Ewbank da Câmara - Felício dos Santos - Ferros - Glaura - Gouveia - Guanhães - Guaratinguetá - Ibertioga - Ibituruna - Ingaí - Ipoema (Distrito de Itabira) - Itabira - Itabirito - Itambé do Mato Dentro - Itamonte - Itanhandu - Itaverava - Itutinga - Jaboticatubas - Jeceaba - Jesuânia - João Monlevade - Juiz de Fora - Lagoa Dourada - Lambari - Lamim - Lavras Novas (Distrito de Ouro Preto) - Lima Duarte - Lorena - Madre de Deus de Minas - Magé - Maria da Fé - Mariana - Marmelópolis - Matias Barbosa - Mercês - Milho Verde (Distrito de Serro) - Minduri - Moeda - Monjolos - Morro do Pilar - Nazareno - Nova Lima - Nova União - Olaria - Olímpio Noronha - Oliveira Fortes - Ouro Branco - Ouro Preto - Paiva - Paraíba do Sul - Paraty - Passa Quatro - Passa Tempo - Passabém - Pedralva - Pedro Texeira - Pequeri - Petrópolis - Piau | - Piedade do Rio Grande - Piranga - Ponte Nova - Pouso Alto - Prados - Presidente Bernardes - Presidente Kubitschek - Queluz - Queluzito - Raposos - Resende Costa - Ressaquinha - Rio Acima - Rio Espera - Rio Piracicaba - Rio Pomba - Ritápolis - Sabará - Sabinópolis - Santa Bárbara - Santa Bárbara do Tugúrio - Santa Cruz de Minas - Santa Luzia - Santa Maria de Itabira - Santa Rita de Ibitipoca - Santana de Pirapama - Santana do Deserto - Santana do Garambéu - Santana do Riacho - Santana dos Montes - Santo Antônio do Itambé - Santo Antônio do Leite (Distrito de Ouro Preto) - Santo Antônio do Rio Abaixo - Santo Hipólito - Santos Dumont - São Bartolomeu (Distrito de Ouro Preto) - São Brás do Suaçuí - São Gonçalo do Rio Abaixo - São Gonçalo do Rio das Pedras (Distrito de Serro) - São Gonçalo do Rio Preto - São João del-Rei - São Lourenço - São Sebastião do Rio Preto - São Sebastião do Rio Verde - São Tiago - São Tomé das Letras - São Vicente de Minas - Senhora de Oliveira - Senhora do Porto - Senhora dos Remédios - Serra Azul de Minas - Serranos - Serro - Silveiras - Simão Pereira - Soledade de Minas - Taquaraçu de Minas - Tiradentes - Três Corações - Três Rios - Virgínia - Wenceslau Braz |

## Atrativos
Entre as atrações à disposição do visitante, podem ser apreciados diversos trechos ainda pavimentados em pedras, colocadas pela mão-de-obra de escravos, trechos de mata atlântica, animais e pássaros nativos, sítios arqueológicos, arquitectura, culinária e artesanato coloniais. Os caminhos permitem a prática de caminhadas, de ciclismo e cavalgada.